# 梅克兰日
梅克兰日（法語：Mécringes，法語發音：[mekʁɛ̃ʒ]）是法国马恩省的一个市镇，属于埃佩尔奈区。

## 地理
梅克兰日（48°51'50"N, 3°31'26"E）面积10.68 平方千米，位于法国大東部大區马恩省，该省份为法国东北部内陆省份，北起阿登省，西北接埃纳省，西南接塞纳-马恩省，南至奥布省，东南接上马恩省，东临默兹省。
与梅克兰日接壤的市镇（或旧市镇、城区）包括：布里地区迪斯和莫兰、勒戈-苏瓦尼、蒙米拉伊、莫尔桑、里约。

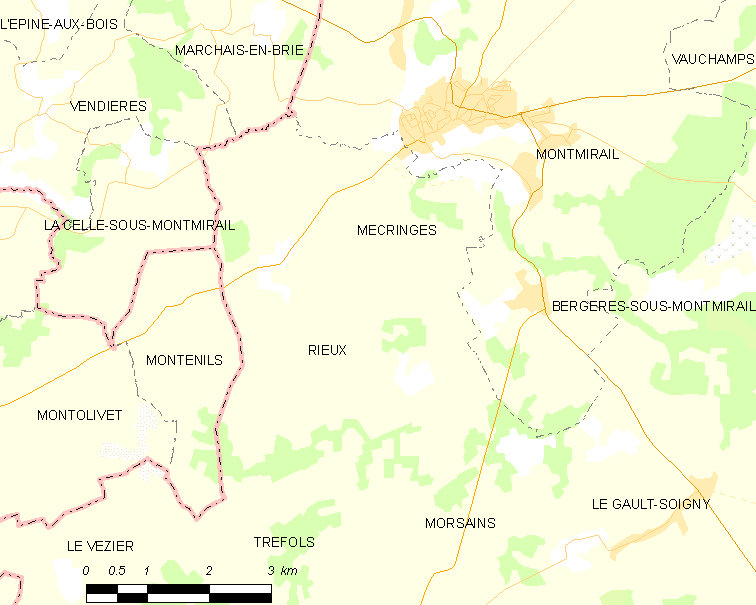
梅克兰日的OSM定位图

梅克兰日的时区为UTC+01:00、UTC+02:00（夏令时）。

## 行政
梅克兰日的邮政编码为51210，INSEE市镇编码为51359。

## 政治
梅克兰日所属的省级选区为塞扎讷-布里-香槟县。

## 人口

1962-2008年间梅克兰日人口变化图示

梅克兰日于2022年1月1日时的人口数量为208人。